# Zoatecpan
Zoatecpan är en ort i Mexiko.   Den ligger i kommunen Xochitlán de Vicente Suárez och delstaten Puebla, i den sydöstra delen av landet, 170 km öster om huvudstaden Mexico City. Zoatecpan ligger 1 609 meter över havet och antalet invånare är 2 556.
Terrängen runt Zoatecpan är huvudsakligen kuperad, men österut är den bergig. Runt Zoatecpan är det ganska tätbefolkat, med 129 invånare per kvadratkilometer. Närmaste större samhälle är Zacapoaxtla, 7,6 km söder om Zoatecpan. Omgivningarna runt Zoatecpan är en mosaik av jordbruksmark och naturlig växtlighet.